# 校園小姐
校園小姐（Miss Campus），主要指的是日本大學舉辦的選美活動通稱，一般在進行大學祭的活動時，部分學校會同時實施此項比賽。由於有眾多的校園小姐能夠藉此取得知名度，在此後成為藝人或是主播的例子亦屢見不鮮，於是被視為是通往上述相關職業的重要管道之一。

## 概要
有說法指出，最早的校園選美比賽源自青山學院大學。日本的各電視台當中，在徵選主播時也將此項經歷進行評比，因此有不少曾經獲獎者當上了主播。因為校園小姐的舉辦，近年來也出現了針對男性的競賽「校園先生」。
其中，以東京大學、慶應義塾大學、上智大學、立教大學、青山學院大學等學校的校園小姐比賽較為著名，尤其是慶應義塾大學的知名度、規模最大。早稻田大學等校則還會同時進行「泳裝審查」的活動，但是發生「Super Free事件」等大學社團的紀律醜聞後，之後取消不再辦理。
此外，雖然名為校園小姐的選拔，但賽事不僅只會針對外表的美貌作為評價，另外競爭者於舞臺上的遊戲比賽與機智問答表現，也影響了一定程度比例的票選。
最近為了提高選舉的透明度，陸續實施了公開候選人的博客、至聯合舉辦的主網頁投票等措施，以降低質疑的聲浪。

## 著名的出身者
- 年份表示為該年度冠軍。

### 上智大學
「Miss Sophia」（上智大學）
- 米森麻美（日语：米森麻美）（前日本電視台主播）
- 河野景子（日语：河野景子）（1984年／前富士電視台主播／貴乃花妻子）
- 西山喜久惠（日语：西山喜久恵）（1990年／富士電視台主播）
- 久保惠子（日语：久保恵子）（1992年／藝人、演員）
- 栗原由佳（日语：栗原由佳）（1994年／岡島秀樹妻子）
- 豐田綾乃（日语：豊田綾乃）（1995年亞軍／TBS電視台主播）
- 大橋未步（日语：大橋未歩）（1999年／東京電視台主播）
- 荒麻衣子（2001年／自由主播）
- 杉浦友紀（2003年／Miss of Miss Campus Queen Contest（日语：Miss of Miss Campus Queen Contest） 2003亞軍／NHK主播）
- 白崎あゆみ（日语：白崎あゆみ）（2003年亞軍／北陸放送主播）
- 出水麻衣（日语：出水麻衣）（2003年參賽／Miss Campus Navi 2003審査員特別賞／TBS電視台主播）
- 片山千惠子（2004年／Miss of Miss Campus Queen Contest 2004入圍決賽／NHK主播）
- 坪山奏子（日语：坪山奏子）（2004年Campus Navi賞／前主播／天谷宗一郎妻子）
- 武藤茉里奈（2005年）
- 飯島由香理（2005年亞軍）
- 長野美鄉（2006年[5]／Miss of Miss Campus Queen Contest 2006RITZ賞）
- 飯塚さおり（2007年[6]）
- 古谷有美（2008年／TBS電視台主播）
- 早川真理惠（2009年／藝人）
- 高橋明日香（2010年亞軍）

### 慶應義塾大學
「Miss 慶應」
- 中井亞希（日语：中井亜希）（前NHK主播）
- 小川知子（日语：小川知子 (アナウンサー)）（1991年／TBS電視台主播）
- 與芝由三榮（日语：與芝由三栄）（1995年／NHK主播）
- 末吉里花（日语：末吉里花）（1996年／藝人）
- 山田玲奈（日语：山田玲奈）（1997年／Miss All Campus '97／氣象預報員、藝人）
- 中野美奈子（1999年／前富士電視台主播）
- 鈴江奈奈（日语：鈴江奈々）（2000年／日本電視台主播）
- 青木裕子（日语：青木裕子 (1983年生)）（2001年／前TBS電視台主播）
- 秋元優里（2002年決賽入選／富士電視台主播）
- 小林夏子（日语：小林夏子）（2003年決賽入選／演員）
- 秋元玲奈（日语：秋元玲奈）（2004年決賽入選／東京電視台主播）
- 竹内由惠（2006年[7]／朝日電視台主播）
- 葉那子（日语：葉那子）[8]（2008年／前模特兒）
- 細貝沙羅（日语：細貝沙羅）（2008年決賽入選／富士電視台主播）
- 德重杏奈（日语：徳重杏奈）（2009年決賽入選／名古屋電視台主播）

2010年度因為該校的「廣告學研究會」學生於日吉站全裸走動的醜聞，相關團體進行「自肅」行動，也致使活動取消。
2016年因為主辦校園美女選拔的社團「廣告學研究會」被校方以「讓未成年人喝酒」勒令解散而取消，而該事件之後更進一步發現為學生集體性侵女學生事件，並有影片外流。
「Beauty and Earth」
- 淺賀優美（日语：浅賀優美）（2011年／主持人、藝人）

「Miss 矢上」（理工學部）
- 寺川奈津美（2004年（初代）／NHK氣象預報員）

### 立教大學
「Miss 立教」
- 野際陽子（前NHK主播→演員）
- 豐田順子（日语：豊田順子）（日本電視台主播）
- 森若佐紀子（日语：森若佐紀子）（讀賣電視台主播）
- 鴨居真理子（日语：鴨居真理子）（1989年／西日本放送主播）
- Fayray（日语：Fayray）[9]（1995年／歌手）
- 青木まな（日语：青木まな）（1997年／中部日本放送主播）
- 山本志織（日语：山本志織）（1998年亞軍／氣象預報員）
- 戶部洋子（日语：戸部洋子）（1999年／Miss All Campus '99亞軍／富士電視台主播）
- 本田朋子（2002年／前富士電視台主播）
- 久保田直子（日语：久保田直子）（2002年亞軍／朝日電視台主播）
- 相内優香（日语：相内優香）（2004年亞軍／東京電視台主播）
- 秋田真琴（日语：秋田真琴）（2005年／Miss of Miss Campus Queen Contest 2005冠軍／演員）
- 高見侑里（日语：高見侑里）（2008年／Miss of Miss Campus Queen Contest 2008冠軍）
- 伊藤弘美（日语：伊藤弘美）（2010年／Miss of Miss Campus Queen Contest 2010冠軍／靜岡電視台主播）
- 井柳佳代子（日语：井柳佳代子）（2010年亞軍／模特兒）
- 曾田麻衣子（日语：曽田麻衣子）（2011年決賽入選）

### 青山學院大學
「Miss 青山學院」
- 村上知奈美（日语：村上知奈美）（1993年）
- 小林由美惠（1995年）
- 梅津彌英子（日语：梅津弥英子）（1996年／富士電視台主播）
- 瀧川克里斯特爾（1996年亞軍／前共同電視台主播）
- 市川寛子（日语：市川寛子）（1999年／朝日電視台主播）
- 森麻季 (主播)（日语：森麻季 (アナウンサー)）（2000年／前日本電視台主播）
- 小川友佳（日语：小川友佳）（2004年／Miss of Miss Campus Queen Contest 入圍決賽）
- 江藤愛（日语：江藤愛）（2006年亞軍／TBS電視台主播）
- 田中美奈實（2007年亞軍／TBS電視台主播）
- 久富慶子（日语：久冨慶子）（2008年／朝日電視台主播）
- 新井惠理那（2009年）
- 本假屋リイナ（日语：本仮屋リイナ）（2009年決賽入選／東海電視台主播／本假屋唯香妹妹）
- 玉木碧（日语：玉木碧）（2011年決賽入選）

### 東京大學
「Miss 東大」
- 山本舞衣子（日语：山本舞衣子）（2000年／前日本電視台主播）
- 小正裕佳子（日语：小正裕佳子）（2003年／Miss of Miss Campus Queen Contest 2003冠軍／前NHK主播）
- 八田亞矢子（2004年／Miss of Miss Campus Queen Contest 2004亞軍／藝人）
- 加藤ゆり（日语：加藤ゆり）（2005年／藝人、演員）
- 三浦奈保子（日语：三浦奈保子）（2007年亞軍／藝人）
- 森千晶（日语：森千晶）（2008年／藝人）
- 池田麻衣子（2009年）
- 林詩遙子（2012年亞軍／藝人）
- 岡村仁美（日语：岡村仁美）（2003年／五月祭的新生選美比賽，非正式的Miss東大／TBS電視台主播）

東大的活動從1997年開始舉行，2006年時未舉辦。

### 成城大學
「Miss 成城大學」
- 永井美奈子（日语：永井美奈子）（前日本電視台主播）
- 水原惠理（日语：水原恵理）（亞軍／東京電視台主播）
- 中村和枝（前秋田電視台主播）
- 上野ゆい（日语：上野ゆい）（主播）
- 吉田明世（日语：吉田明世）（2007年／TBS電視台主播）

### 早稻田大學
「Miss 早稻田」
- 志岐幸子（日语：志岐幸子）（1993年／前環球小姐日本代表／前主持人）
- 村井美樹（2002年／演員）
- 藤田真奈美（日语：藤田真奈美）（1998年特別賞／主持人）
- 森本智子（日语：森本智子）（參加賽事／東京電視台主播）
- 宮崎宣子（日语：宮崎宣子）（參加賽事／前日本電視台主播）

### 成蹊大學
「Miss 成蹊」
- 用稻千春（日语：用稲千春）（前東日本放送主播／二岡智宏妻子）
- 宮瀨茉祐子（2001年／前富士電視台主播）
- 藤島昌子（日语：藤島昌子）（2002年／Miss All Campus 2003 冠軍／前北海道文化放送主播）
- 見學奈緒（日语：見学奈緒）（2005年／藝人）
- 色紙千尋（2011年）

### 學習院女子大學
「Miss 學習院女子大學」
- 三木麻喜（日语：三ツ木麻喜）（1998年／前靜岡朝日電視台主播）
- 梅田陽子（日语：梅田陽子）（1999年）
- 栗本祐子（日语：栗本祐子）（2002年）
- 上杉櫻子（日语：上杉桜子）（2007年／前岡山放送主播）

### 關東地區其他學校
Miss 實踐女子大學
- 長谷川理惠（日语：長谷川理恵）（模特兒）
- 松岡洋子 (電視主持人)（日语：松岡洋子 (テレビキャスター)）（1999年／Miss All Campus '99寫真獎）
- 八木依子（日语：八木依子）（2004年／Miss of Miss Campus Queen Contest 2004審查員特別賞）

Miss 橫濱國立大學（Miss YNU）
- 中込真理子（日语：中込真理子）（2003年／2003年Miss Campus Navi 冠軍／前山梨放送主播）
- 福田萌（日语：福田萌）（2006年／Miss of Miss Campus Queen Contest 2006審査員特別賞／藝人／中田敦彥妻子）
- 中原理菜（日语：中原理菜）（2006年亞軍／熊本電視台主播）

Miss 學習院
- 神田愛花（日语：神田愛花）（2000年亞軍／前NHK主播）
- 掛貝梨紗（日语：掛貝梨紗）（2004年亞軍／藝人）
- 堀田ゆい夏（日语：堀田ゆい夏）（2003年決賽入選／前藝人）
- 阿部優貴子 （2011年）

Miss 清泉女子大學
- 吉田惠（日语：吉田恵 (アナウンサー)）（1997年）
- 早坂牧子（日语：早坂まき子）（2002年／前仙台放送主播）

Miss 法政
- 鷲尾春果（日语：鷲尾春果）（2007年／Miss of Miss Campus Queen Contest 2007冠軍／模特兒）

Miss 帝京大學
- 二階堂まり（2008年／藝人）

Miss 櫻美林大學
- 小松愛唯（日语：小松愛唯）（2009年／Miss of Miss Campus Queen Contest 2009冠軍／non-no模特兒、藝人）

Miss 東京經濟大學
- 近江七惠（日语：近江七恵）（1990年／「全國小孩電話相談室（日语：全国こども電話相談室）」的第六代姊姊）

Miss 明治學院大學
- 中嶋美和子（日语：中嶋美和子）（1994年／前大分朝日放送主播→藝人）

Miss 國士館大學（Maple Queen）
- 井出千草（日语：井出千草）（1999年／前秋田電視台主播）

Miss 大妻女子大學
- 荒木蘭（NHK契約主持人）

Miss 東洋大學
- 野口綾子（日语：野口綾子）（2004年／Miss of Miss Campus Queen Contest 入圍決賽／阿南徹妻子）

Miss 東京女學館
- 大石惠（日语：大石恵）（主播／hyde妻子）
- 小柳步（日语：小柳歩）（2011年）

Miss 日本大學
- 多田羅理加（日语：多田羅りか）（里見結花）（2003年亞軍／藝人、主播）
- 鈴木惠梨佳（2010年／2013年日本小姐冠軍）

Miss 淑德大學
- 井口玲音（日语：井口玲音）（前瀨戶内海放送主播）

Miss 中央大學
- 田原彩香（日语：田原彩香）（2009年決賽入選／藝人、主播）

### 關西地區
Miss 神戶女學院
- 金子美保（日语：金子美保）[11]（1999年／Miss Campus KANSAI '99冠軍／Miss All Campus '99冠軍／藝人）
- 長谷川純子（日语：長谷川純子 (モデル)）（2007年／Miss Campus KANSAI 2007特別賞／模特兒）

Miss 大阪大學
- 牛田茉友（2007年／NHK主播）

Miss 關西學院
- 羽谷直子（日语：羽谷直子）（2001年／朝日放送社員）

Miss 平安女學院短期大學（Miss Agnes）
- 小谷真生子（日语：小谷真生子）（1984年／主持人）

Miss 同志社女子大學
- 柳川真菜（日语：柳川真菜）（2006年／Miss Campus KANSAI 2006亞軍／藝人）

## 相關書籍
- 《favorife―ミスキャンパス IN SAIPAN》（攝影：塚田和德、PONY CANYON刊、1999年4月發行）ISBN 4594026761
- 《Miss all campus in millennium―2000年に輝く女子大生達》（攝影：山岸伸、コンパス刊、2000年5月發行）ISBN 4-87763-055-4
- 《Miss all campus in Okinawa―素足の笑顔写真集》（攝影：山岸伸、コンパス刊、2001年9月發行）ISBN 4-87763-078-3
- 《ミス・キャンパス2003》系列[13]（攝影：糠野伸、服部航、實吉建、アントレックス刊、Goma books（日语：ゴマブックス）發售、2004年發行）
  - 「Wing」 ISBN 4-7771-0038-3
  - 「Fly Away」 ISBN 4-7771-0037-5
  - 「Feel」 ISBN 4-7771-0039-1
- 《ミスキャンパスpresents世界を変える仕事44 NPO・NGO・社会起業家ガイドブック》（Sweet Smile、2025 Project編、Discover 21（日语：ディスカヴァー・トゥエンティワン）刊、2010年11月發行） ISBN 978-4-88759-858-4

## 備註
1. ↑  .   [2013-11-05]. （原始内容存档于2013-11-05）.
2. ↑  不過此說法的根據薄弱。
3. ↑  ミス慶應公式サイト （页面存档备份，存于） （日語）
4. ↑  上智大學的英文名為「Sophia University」。
5. ↑  2006年11月 毎日jp （日語）
6. ↑  2007年7月 毎日jp （日語）
7. ↑  .   [2013-11-05]. （原始内容存档于2018-07-16）.
8. ↑  本名本山華子。
9. ↑  本名大橋美奈子。
10. ↑  YNU是橫濱國立大學的英文簡稱。
11. ↑  舊名西村美保。
12. ↑  名稱來自基督教聖人阿格尼丝。平安女學院大學部內有一座圣阿格尼丝座堂。
13. ↑  各卷皆包含DVD。

## 外部連結
- ミスコレ（MissColle） （页面存档备份，存于） （以各校園小姐比賽為主題的網站） （日語）
- Miss CampusNavi （日語）